# Natalia Gaitán
Natalia Gaitán Laguado (Bogotá, 3 de abril de 1991) é uma futebolista profissional colombiana que atua como meia.

## Carreira
Natalia Gaitán fez parte do elenco da Seleção Colombiana de Futebol Feminino, nas Olimpíadas de 2012 e 2016.